# Саад Самир
Саад ел Дин Самир Саад Али (арап. سعد الدين سمير‎, романизовано Saad El-Din Samir Saad Ali; Каиро, 1. април 1989) професионални је египатски фудбалер који игра у одбрани на позицији центархалфа.

## Клупска каријера
Самир је играчку каријеру започео у редовима Ал Ахлија из Каира у сезони 2009/10. Са Ал Ахлијем је освојио 5 титула првака Египта, два трофеја победника националног купа, те два трофеја намењена победнику Афричке лиге шампиона. 

## Репрезентативна каријера
Самир је играо за младу репрезентацију Египта на Светском првенству 2009. које се те године одржавало управо у Египту. Три године касније наступио је и на Летњим олимпијксим играма 2012. у Лондону. 
За сениорску репрезентацију Египта дебитовао је у квалификацијама за Афрички куп нација 2015. против селекције Боцване, утакмица се играла 10. октобра 2014. године. Две године касније одиграо је и први завршни турнир Афричког купа нација на ком је са репрезентацијом освојио друго место. На том турниру Самир је одиграо једино четвртфинални меч против Марока. 
Налазио се на списку од 23 репрезентативца за Светско првенство 2018. у Русији, али није одиграо ни једну од три званичне утакмице у групи А. 